# Gestion budgétaire
La gestion budgétaire est un plan ou un état prévisionnel des recettes et de dépenses présumées qu'une personne aura à encaisser et à effectuer pendant une période donnée.
La gestion budgétaire implique trois concepts :
1. La prévision
2. La budgétisation
3. Le contrôle budgétaire

## Les trois concepts

### La prévision
La prévision se base sur des données historiques pour fournir un plan global du budget dans le futur. Il est important de ne négliger aucun facteur dans le calcul du budget futur. Par exemple le prix et la quantité d'articles à vendre, coût des matières premières, le financement,...

### La budgétisation
La budgétisation est le rapport entre les objectifs visés et les moyens pour les atteindre. Un budget est un document qui transforme les plans en argent – l’argent qu’il faudra dépenser pour que les activités que vous avez planifiées puissent être réalisées (dépenses) et l’argent qu’il faudra obtenir pour couvrir les frais engendrés par la réalisation des activités (revenu). C’est une estimation ou une supposition éclairée, sur ce dont vous aurez besoin sur le plan monétaire pour réaliser votre travail. 
Le budget est un instrument de gestion essentiel : 
- Le budget vous indique de combien d’argent vous aurez besoin pour pouvoir mener à bien vos activités.
- Le budget vous oblige à être rigoureux en réfléchissant aux implications de ce que vous avez planifié pour votre activité. Il arrive parfois que les réalités du processus de budgétisation vous forcent à repenser vos programmes d’action.
- Le budget vous permet de contrôler vos revenus et vos dépenses et d’identifier tout problème.
- Utilisé correctement, le budget vous indique à quel moment vous aurez besoin de certaines sommes d’argent pour mener à bien vos activités.

### Le contrôle budgétaire
On utilise le contrôle du budget pour déterminer dans quelle mesure une organisation atteint ses objectifs sur le plan financier. Il est nécessaire de comparer régulièrement les revenus et les dépenses réelles par rapport aux revenus et aux dépenses budgétés. Pour cela, il faut être capable de préparer un rapport d’analyse des écarts. Ceci montrera, mois après mois, dans quels domaines les dépenses sont trop élevées, à quels domaines ou à la réalisation de quels objectifs n'a pas été consacré suffisamment d’argent. Afin de pouvoir réaliser un rapport d’analyse des écarts et les projections des marges brutes d’autofinancement, il faudra détailler le budget général en un budget mensualisé.

## Sources
- Vastmans Koen, Economie de l'entreprise, 2e Bachelor Science Nautique, Anvers